# آی‌ام اسب بالدار
IM پگاسوس یک ستاره است که در صورت فلکی اسب بالدار قرار دارد.